# Кай Рюйтель
Кай Рюйтель (05 вересня 1981, Таллінн, СРСР) — естонська оперна співачка (мецо-сопрано).

## Біографія
Народилася 5 вересня 1981 року у Таллінні. Закінчила Таллінське музичне училище імені Георга Отса, а також Нідерландську національну академію опери. 